# Libertário
O termo "libertário" designa pessoas, correntes políticas, movimentos sociais, estruturas, organizações, etc., que propõem a liberdade individual e coletiva e/ou seguem o Libertarismo, em contraposição ao Estado, como valor fundamental e que, consequentemente, rejeitam o autoritarismo na organização da sociedade e na vida privada.
"Libertário" é um neologismo criado pelo filósofo francês Joseph Déjacque em 1857, para afirmar a proposta ética e política anti-autoritária em formação. O termo "libertário" era originalmente usado na França como um sinonimo de anarquista, movimento político desenvolvido a partir do século XIX sobre um conjunto de teorias e práticas antiautoritárias e autogestionárias,  mas que passou a ter denotações ambíguas com o tempo. Em torno da década de 1960 o termo "libertário" transborda o quadro do anarquismo histórico e passa a ser usado por outra correntes políticas, como o marxismo libertário, anarcocapitalismo, autonomismo, agorismo, comunismo de conselhos, anarcocomunismo, ecologia social, dentre muitos outros.

## História
O primeiro uso registrado do termo libertarian, no inglês, foi em 1789, quando William Belsham escreveu sobre um libertarianism no contexto da metafísica.
O termo "libertário" é um neologismo criado em 1857 por Joseph Déjacque, militante e escritor comunista, originalmente no francês libertaire, com um sentido oposto à liberal. Aparece em uma carta aberta à Proudhon, De l'Être-Humain mâle et femelle - Lettre à P. J. Proudhon (Do ser humano masculino e feminino - Carta à P. J. Proudhon) publicado em La Nouvelle-Orléans no mês de maio de 1857. Joseph Déjacque se opõem à misoginia de Proudhon e o acusa de ser "anarquista centrista, liberal e não libertário". Contra o conservadorismo social de Proudhon, Déjacque reivindica a igualdade dos sexos e a liberdade dos desejos em uma sociedade liberta da exploração e autoridade. A palavra é construinda sobre um modelo difundido entre os socialistas da época, presente, por exemplo, na palavra prolet-ário, do francês prolét-aire. Déjacque também usou o termo para sua publicação Le Libertaire, Journal du mouvement social, que foi impressa de 9 de junho de 1858 a 4 de fevereiro de 1861 na cidade de Nova York. Sébastien Faure, outro comunista libertário francês, começou a publicar um novo Le Libertaire em meados da década de 1890, enquanto a Terceira República da França promulgou as chamadas leis de vilões (lois scélérates) que proibiam publicações anarquistas na França. O adjetivo libertário tem sido frequentemente usado para se referir ao anarquismo e ao socialismo libertário desde esse tempo.. Atualmente, o termo é mais amplamente utilizado por anarquistas individualistas (anarcocapitalistas e agoristas).

## Movimento plural
Em 1928, Sébastien Faure, na La synthèse anarchiste (A síntese anarquista), propõem reunir as quatro grandes correntes libertárias. Em 2008, Michel Ragon, em seu Dictionnaire de l'anarchie (Dicionário da anarquia), define cinco correntes do pensamento libertário. São:
- a mais antiga, o mutualismo, que promove uma nova sociedade econômica por um sistema de mutualidades e de cooperativas;
- o socialismo libertário, teorizado principalmente por Mikhail Bakunin que, junto com os comunistas libertários, propõem a intauração de uma sociedade horizontal fundada sobre a autogestão e o federalismo.
- o anarco-comunismo;
- o anarcossindicalismo e sindicalismo revolucionário, que propõem um método sindicalista como meio de lutar e de organizar a sociedade;
- O anarquismo individualista (Max Stirner, Henry David Thoreau, E. Armand), que não acredita na capacidade revolucionária das massas, e defende o retiro sobre si e a refutação das leis e do governo;
- o anarquismo cristão  (Liev Tolstói) que é igualistarista, pacifista e não violento;

## Libertário e/ou anarquismo
Na França, em sequência das leis de 1893 e 94 sobre o anarquismo, que interdita todo tipo de propaganda do movimento, os anarquistas aproveitam a palavra libertário para se identificar e continuar suas atividades editoriais. Assim, em dezembro de 1893, a La Revue Anarchiste se torna La Revue Libertaire.
Durante muitas décadas esses dois termos serão utilizados como sinônimos. Serão quase intercambiáveis. Assim, durante a Revolução Espanhola, se utiliza tanto Federação Anarquista Ibérica quanto a forma Federação Ibérica de Juventude Libertária, seu movimento jovem.

## Emergência do socialismo libertário
Segundo Simon Luck
 Em consequência, como a aparição de novos movimentos contestatórios na segunda metade do século XX, os termos anarquista e libertário serão cada vez mais usados para designar realidades parcialmente distintas: o  'anarquista' permanece reservado ao partidários da abolição do Estado, do capitalismo e das religiões, enquanto que o adjetivo 'libertário' é aplicado ao conjunto de experiências militantes alternativas e antiautoritárias. Se tratava de uma distinção semântica bem mais do que uma divergência ideológica e prática, porque esse conjunto de correntes se reencontravam sobre valores essenciais, como a igualdade, autonomia, a promoção da expressão pessoal ou a contestação do funcionamento da democracia.
Maio de 1968 marca uma inflexão, notoriamente pelo papel determinante do Movimento de 22 de março no início dos eventos. Com a crítica situacionista da sociedade do espetáculo, "a corrente libertária vive uma revolução cultural enorme que a permite renovar-se e conhecer uma expansão sem precedentes"
Assim, o conceito de movimento libertário transborda o movimento anarquista. Nesse contexto, existe a emergência de novas mídias e novas figuras intelectuais libertárias como Jacques Ellul, Michel Onfray, Daniel Colson, Normand Baillargeon, Ruwen Ogien, Miguel Benasayag, etc.
Irène Pereira coloca a questão:
O que é ser libertário hoje em dia? Qual é a herança do espírito de Maio de 68 atualmente? (..) O espírito de Maio conjura três gramáticas: a gramática socialista, a gramática democrática e a gramática contra-cultural. Uma das heranças possíveis de Maio de 68 hoje em dia consiste em tentar encontrar um equilíbrio na prática libertário. As práticas libertárias atuais constituem tentativas de deslocar as oposições entre reivindicações universalistas e reivindicações específicas, ações de massa e desejos minoritários, igualdade e liberdade... dentro do quadro de um retorno à crítica social.
Segundo o cientista político Francis Dupuis-Déri:
 Os princípios do socialismo libertário vieram à se encarnar ao longo das décadas de 1970 e 1980 nos movimentos sociais de sensibilidade antiautoritária e anti-hierarquica, que pensam a organização militante como um espaço livre, autônomo e autogestionado por seus membros, e dentro da qual se desenvolve pela deliberação um senso de bem comum, de igualdade e de liberdade. Essa sensibilidade continua a se afirmar nos movimentos altermundialistas, que emerge no fim da década de 1990. através de manifestações de rua espetaculares. da Batalha de Seattle em 1999 e das mobilizações contra o G8 na Alemanha no verão de 2007, assim como na estrutura global, nas mídias alternativas, na produção artística e nos campos radicais nas margens dos Foruns sociais.